# Kanton Villaines-la-Juhel
Villaines-la-Juhel is een kanton van het Franse departement Mayenne. Het kanton maakt deel uit van het arrondissement Mayenne.

## Gemeenten
Het kanton Villaines-la-Juhel omvatte tot 2014 de volgende 10 gemeenten:
- Averton
- Courcité
- Crennes-sur-Fraubée
- Gesvres
- Loupfougères
- Saint-Aubin-du-Désert
- Saint-Germain-de-Coulamer
- Saint-Mars-du-Désert
- Villaines-la-Juhel (hoofdplaats)
- Villepail

Bij de herindeling van de kantons door het decreet van 21 februari 2014, met uitwerking op 22 maart 2015, werden daar volgende 17 gemeenten aan toegevoegd:
- Boulay-les-Ifs
- Champfrémont
- Chevaigné-du-Maine
- Couptrain
- Le Ham
- Javron-les-Chapelles
- Lignières-Orgères
- Madré
- Neuilly-le-Vendin
- La Pallu
- Pré-en-Pail
- Ravigny
- Saint-Aignan-de-Couptrain
- Saint-Calais-du-Désert
- Saint-Cyr-en-Pail
- Saint-Pierre-des-Nids
- Saint-Samson

Op 1 januari 2016 werden de gemeenten Pré-en-Pail en Saint-Samson samengevoegd tot de fusiegemeente (commune nouvelle) Pré-en-Pail-Saint-Samson.